# Baamorto
Baamorto (llamada oficialmente Santa María de Baamorto) es una parroquia española del municipio de Monforte de Lemos, en la provincia de Lugo, Galicia.

## Geografía
Situada en el noroeste del municipio de Monforte de Lemos, limita con las parroquias de Fiolleda al norte, Chao de Fabeiro al este, Seoane al sur y Tor al oeste.

## Organización territorial
La parroquia está formada por doce entidades de población, constando seis de ellas en el nomenclátor del Instituto Nacional de Estadística español:
- A Chavarega
- A Lama
- A Ribela
- As Pereiras
- Casares
- Cinsa
- Devesas (As Devesas)
- O Agriño
- Pallares
- Pol
- Portobrea
- Reboredo

## Demografía
| Gráfica de evolución demográfica de Baamorto entre 2000 y 2020 |
|                                                                |
| Datos según el nomenclátor publicado por el INE.               |

## Lugares de interés
- Iglesia parroquial de Santa María.
- Capilla de San Isidro.
- Pazo de Feixoo.